# Madinat Hamad
Madinat Hamad (arabă مدينة حمد) este un oraș din centrul Bahrainului.